# Interferó beta-3
L'interferó beta-3 és una glucoproteïna que pertany al grup de les citocines, codificada pel gen IFNB3. Fou descoberta en el Bos primigenius taurus (també conegut com a Bos Taurus, Bos Bovis, Bos taurus Linnae, o bé la vaca domèstica). Té una funció antiviral, antibacteriana i anticancerosa.

## Classificació
Existeixen tres tipus d'interferó (Interferó tipus I, tipus II i tipus III).
L'interferó beta-3 forma part dels interferons de tipus I, on s'estableix una subdivisió entre els alfa i els beta. D'altra banda, els interferons de tipus II són els gamma i, recentment s'han descobert els de tipus III (els lambda) que presenten tres isoformes diferents.
Cada tipus d'interferó presenta estructures ben diferents. Per exemple, tots els interferons de tipus I alfa estan formats per 14 glicoproteïnes, mentre que els beta són dímers que, al seu torn, estan formats per dos monòmers molt rics en hèlix alfa que presenten uns llocs d'unió al Zinc, on s'uniran 3 histidines. No obstant això, els de tipus II també són dímers, és a dir, presenten dues cadenes d'aminoàcids iguals entre ells (encara que diferents a les cadenes dels del tipus I).

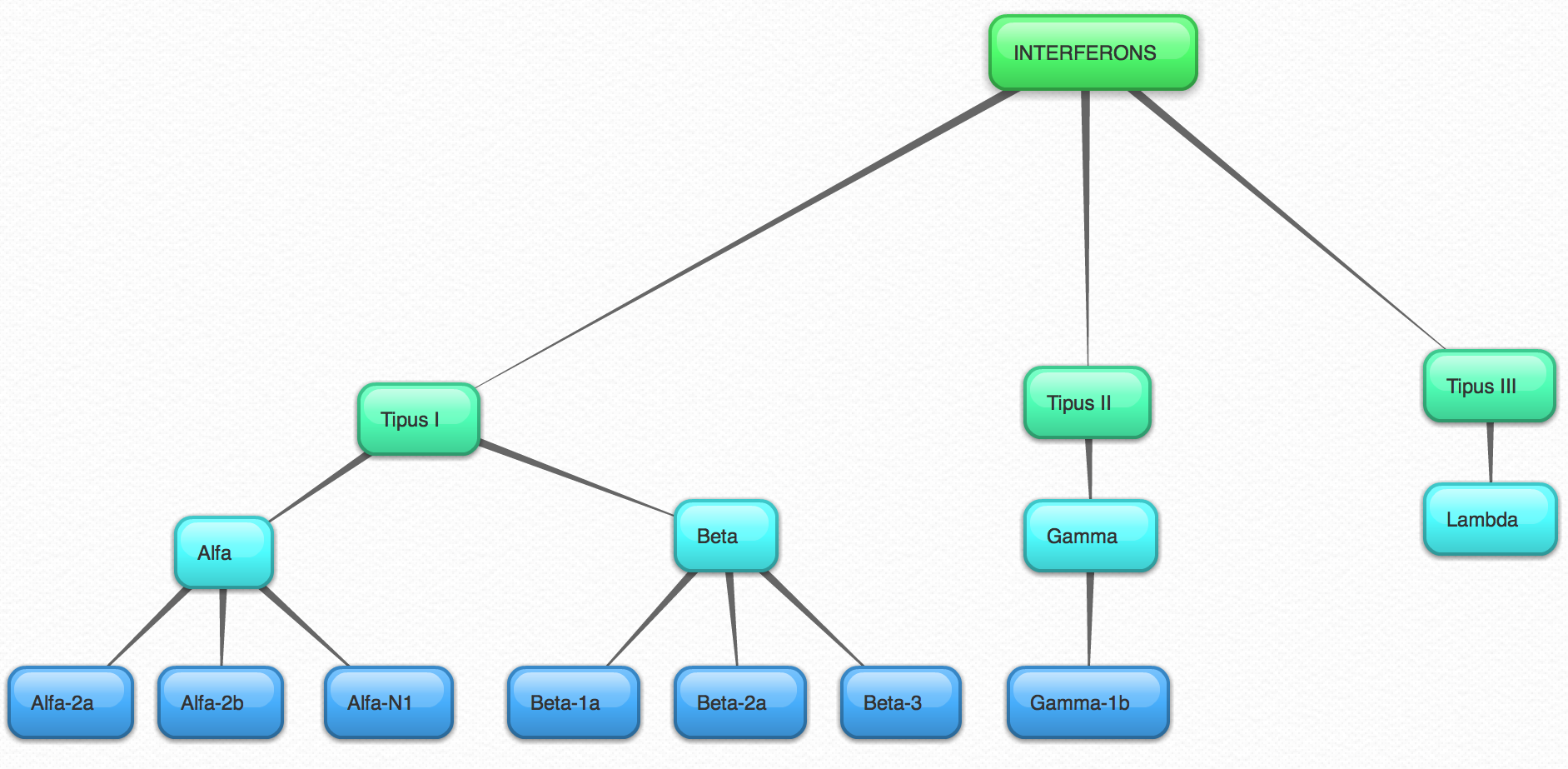
Classificació dels diferents tipus d'interferó

Quant a les seves funcions, tots els de tipus I actuaran en la resposta immunològica inespecífica. Els alfa tindran un important paper en el sistema immunitari una vegada entren en contacte amb cèl·lules estranyes. Els beta, dins dels quals es troba l'estudiat, són produïts pels fibroblasts i apareixen a conseqüència de la detecció de material genètic d'origen viral. Aleshores, aquestes molècules per tal de protegir de la infecció viral quan entren en contacte amb cèl·lules veïnes les estimulen a sintetitzar enzims antivirals (AVP) que són proteïnes inhibidores de la replicació de virus i cèl·lules, evitant així la proliferació d'aquests. D'altra banda, els gamma assumeixen una funció immunològica actuant com a interleucines, citocines, mitògens i substàncies que produeixen un estímul antigènic dels limfòcits T.

## Localització
L'interferó beta-3 es troba en la regió externa de la membrana plasmàtica cel·lular, això és degut al fet que la proteïna ha estat secretada des de l'interior de la cèl·lula al líquid extracel·lular, on podrà dur a terme la seva funció.
Aquesta proteïna es troba en animals bovins, concretament codificada per gen IFNB3 que es troba al cromosoma número vuit en el Bos Taurus. En la taula següent es mostra la taxonomia d'aquesta proteïna:
| Taxonomia         | Taxonomia       |
| ----------------- | --------------- |
| Tipus de cèl·lula | Eucariota       |
| Regne             | Animalia        |
| Fílum             | Chordata        |
| Classe            | Mammalia        |
| Ordre             | Cetartiodactyla |
| Família           | Bobidae         |
| Subfamília        | Bovinae         |
| Gènere            | Bos             |
| Espècie           | B. Primigenus   |
| Subespècie        | B. p. taurus    |

## Estructura i composició química

### Estructura primària
Es tracta d'una proteïna que està formada per 186 aminoàcids i té un pes molecular de 22,060Da. Presenta un pont disulfur entre els aminoàcids 52 i 161 i dos glicosilacions amb enllaços N-glicosídics als aminoàcids 131 i 173.
La seqüència dels 186 aminoàcids (númerats en grups de 10), que configuren la cadena peptídica de l'interferó, és la següent:

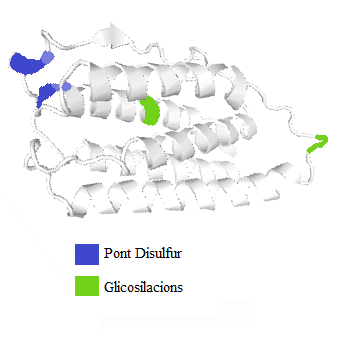
Glicosilacions i ponts disulfur identificats en la conformació tridimensional de l'interferó beta-3

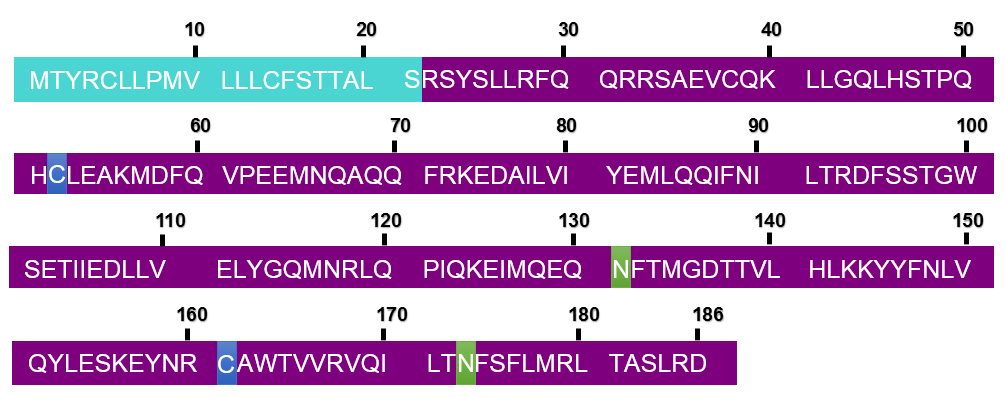
Estructura primària de l'interferó beta-3

La zona en morat és la corresponent als 186 aminoàcids de la proteïnes. La zona en blau cel correspon a la seqüència senyal que precedeix la proteïna (localitzada entre els aminoàcids 1 i 21, per tal de poder ser reconeguda per la membrana plasmàtica i així poder sortir a l'exterior de la cèl·lula). Els ponts disulfur estan marcats de color blau obscur i les dues glicosilacions queden de color verd.

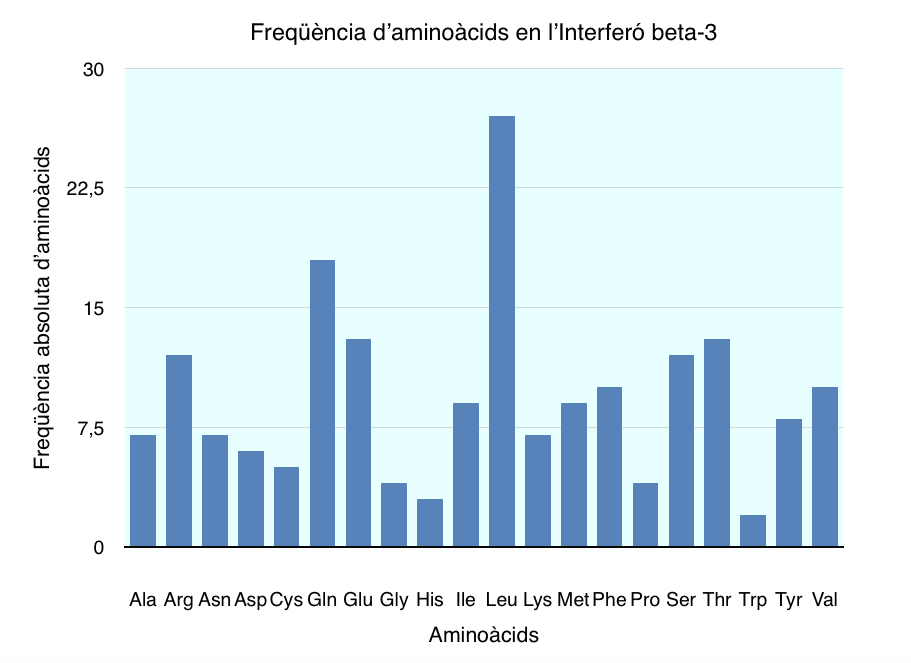
Gràfic de freqüències absolutes dels aminoàcids de l'interferó beta-3

Com podem observar en aquesta gràfica, l'aminoàcid predominant és la leucina. Una de les funcions principals d'aquest aminoàcid és el fet que és imprescindible per la curació de traumatismes i ferides, així doncs ho relacionem amb la seva funció immunològica. Dels 186 aminoàcids que té la proteïna 82 d'ells són apolars i 104 polars, dels polars, 63 no tenen càrrega, 22 tenen càrrega positiva i 19 tenen càrrega negativa. El fet que predominin els aminoàcids polars es relaciona amb el fet que tingui hèlix alfa.

### Estructura secundària

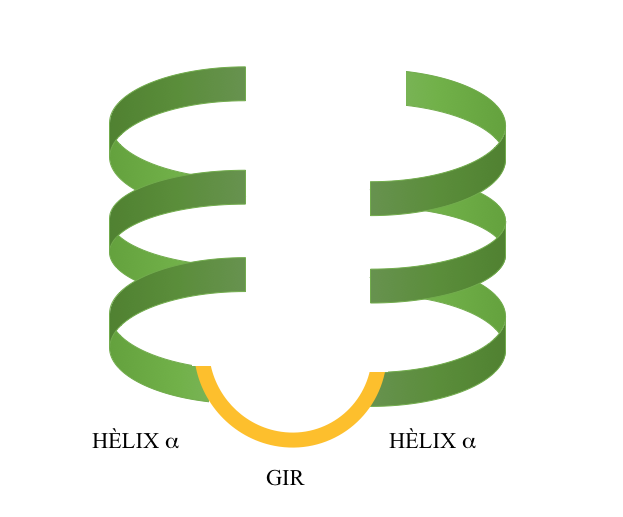
Motiu hèlix alfa - gir - hèlix alfa

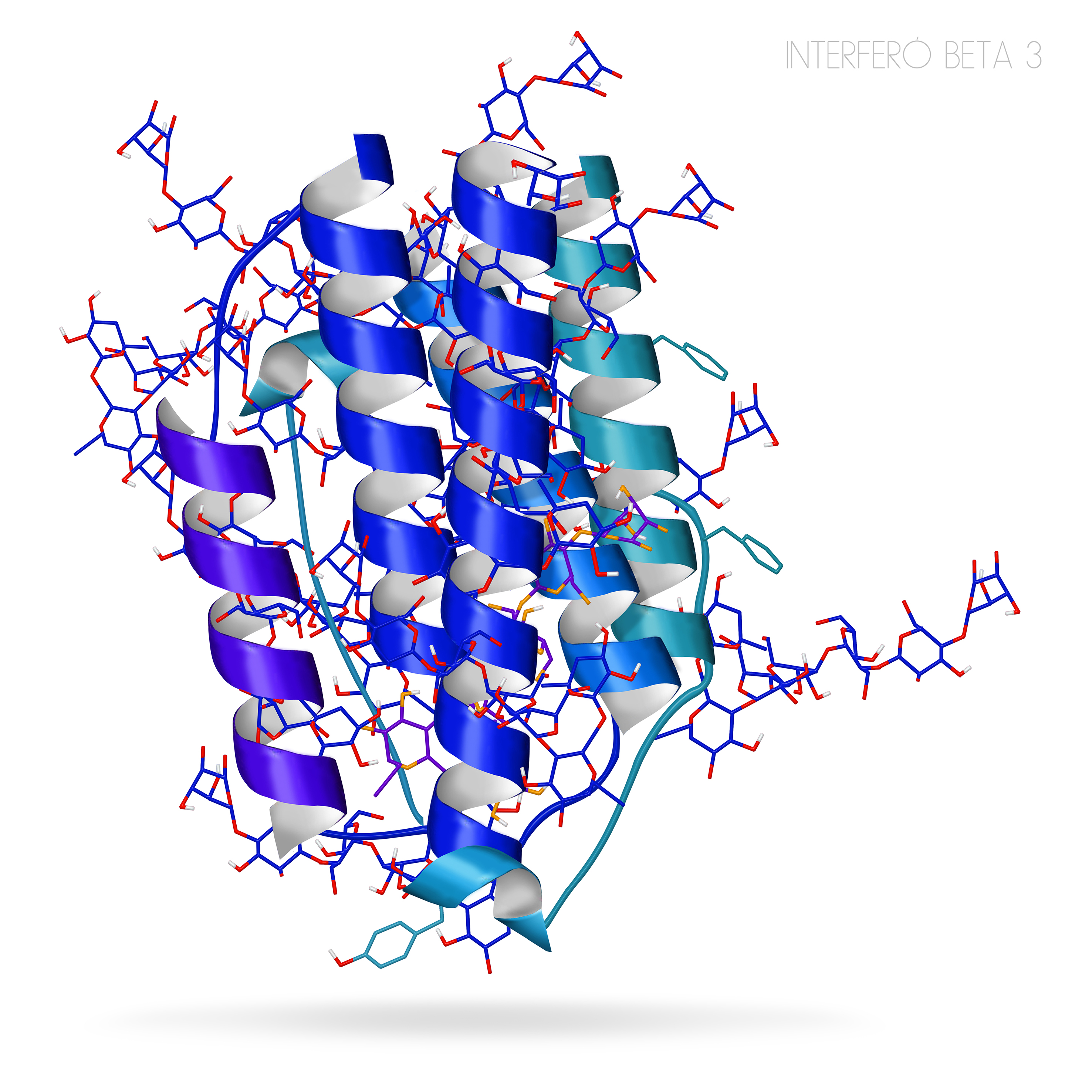
Estructura terciària de l'interferó beta-3.

Pel que fa a l'estructura secundària, és la conformació a l'espai que adopten els diferents segments que configuren la cadena polipeptídica. Aquesta es plegarà sobre si mateixa i formarà hèlixs alfa, on els elements peptídics s'establiran en la part interior i les cadenes laterals en la part externa; i làmines beta, on l'esquelet peptídic es troba estès en forma de “zig-zag”. Concretament, en l'interferó beta-3 es conformen un total de cinc hèlixs alfa i dues làmines beta. Cal destacar la presència de quatre motius hèlix-gir-hèlix formats cadascun per una hèlix, un gir i una altra hèlix. Aquesta estructura és la que es mostra en la imatge de la dreta, on en color verd apareixen les dues hèlix alfa i en color groc el gir.

### Estructura terciària
Quant a l'estructura terciària, correspon a la distribució tridimensional que configura la trajectòria global de la cadena peptídica de la proteïna. Així doncs podem destacar-ne la formació d'un domini “tot alfa”, una regió amb autonomia però que interacciona entre ella, que està únicament format per hèlixs alfa unides per colzes. S'observa doncs el predomini de petits plecs que configuren un feix simple amb hèlix cap amunt i hèlix cap avall.

## Funcions

### Funcions a nivell molecular

Funció antiviral de l'interferó beta-3

En referència a la seva funció a nivell molecular destaquem que, pel fet de ser una citocina, regula les interaccions de les cèl·lules del sistema immunològic i protegeix la cèl·lula quan es veu amenaçada per infeccions virals, és a dir, té un paper molt important en el procés dinflamació i en l'hematopoesi. Per poder dur a terme aquesta funció, les cèl·lules eucariotes tenen un mecanisme immunològic innat que s'activa a través de la via de senyalització de l'interferó o mitjançant la detecció de dsRNA (del mateix virus) en el citoplasma. Actua per tal d'impedir la reproducció del virus o induir l'apoptosi. Amb relació a la resposta immunològica, també s'encarrega d'activar els limfòcits natural killer, de diferenciar cada una de les diferents cèl·lules B i de la proliferació d'aquestes. Per tant, s'encarrega del control de la supervivència, el creixement, la diferenciació i la funció efectora de teixits i cèl·lules.
En l'animació situada a la dreta s'il·lustra l'actuació de l'interferó beta-3 davant d'una infecció viral. A la primera imatge, l'interferó envia senyals a les cèl·lules veïnes per tal que aquestes destrueixin l'ARN i redueixin la síntesi de proteïnes. Una altra funció es representa a la imatge C, on el senyal de l'interferó indueix l'apoptosi a les cèl·lules infectades pel virus. Una tercera funció seria l'activació de les cèl·lules del sistema immunitari per tal de combatre el virus (imatge D).
Respecte a la funció anticancerosa de l'interferó beta-3, juntament amb altres interferons beta i alfa, pot intervenir en la reacció immunitària que es produeix davant l'aparició de cèl·lules canceroses. Una vegada s'ha produït la inducció d'accions enzimàtiques, l'interferó actua activant glòbuls blancs (limfòcits citolítics i les cèl·lules dendrítiques), inhibint el creixement de les pròpies cèl·lules i la proliferació de cèl·lules canceroses.

### Funcions a nivell metabòlic
En referència a la seva funció a nivell metabòlic, aquesta proteïna està implicada en processos d'anabolisme i catabolisme a través dels quals intervé en la transformació de molècules, en la replicació del DNA i en processos de fosforilació, entrealtres. Per exemple, una sèrie de reaccions moleculars iniciades per la unió d'una citocina a un receptor a la superfície membrana de la cèl·lula, seran capaços de regular un procés com la transcripció.